# Werner Boy
Werner Boy (Barmen, 4 de maio de 1879 — 6 de setembro de 1914) foi um matemático alemão.